# Fraser Mann

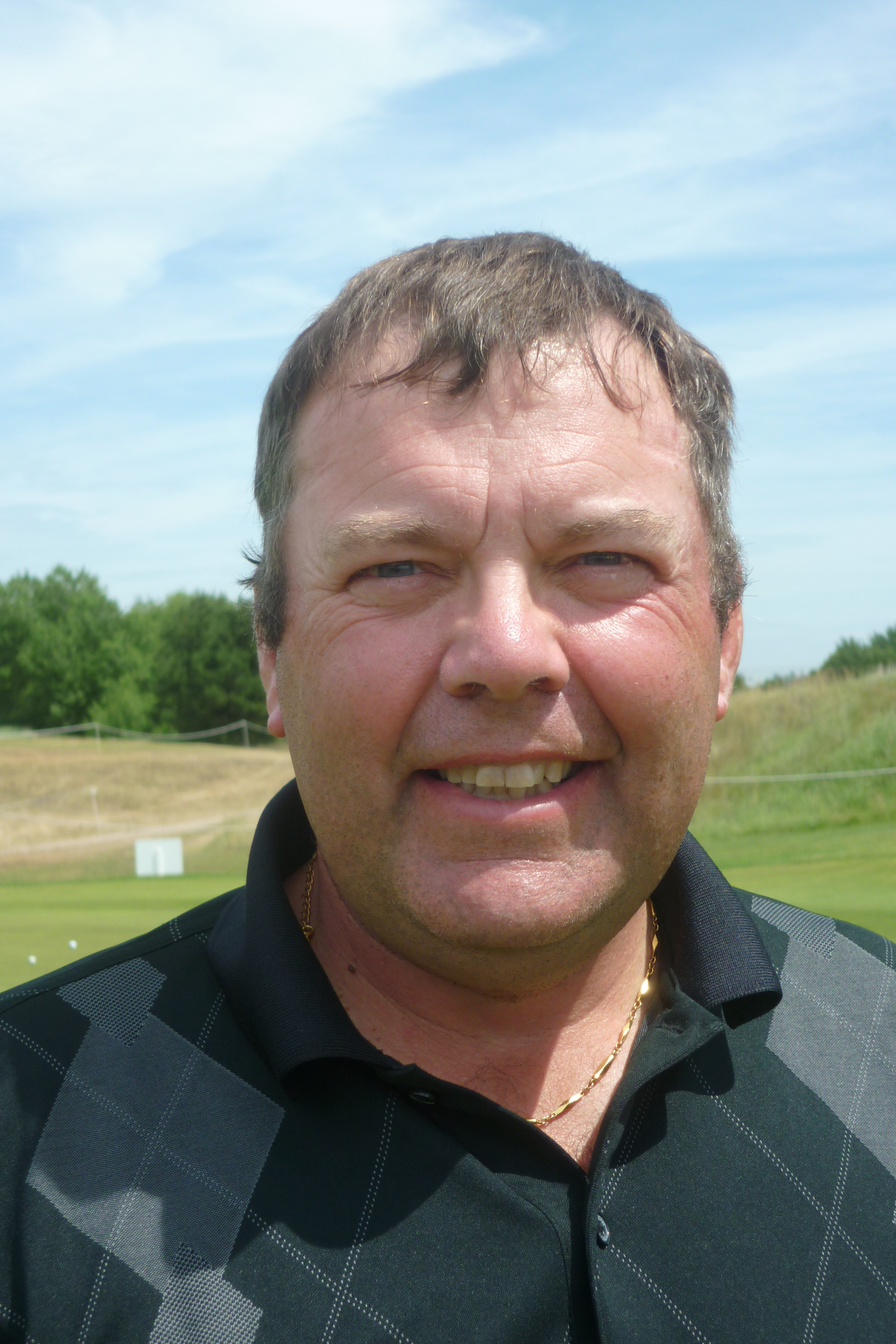
Van Lanschot Senior Open.

Fraser Mann (21 februari 1960) is een Schots professioneel golfer die sinds 2010 op de Europese Senior Tour speelt, waar hij tot eind juni alle acht cuts haalde. In juli 2010 speelde hij het Senior Open op de Haagsche.
Mann is verbonden aan de Musselburgh Golf Course.

## Gewonnen
Onder meer:
- 2002: Northern Open